# James Ballantyne Hannay
Pour les articles homonymes, voir Ballantyne.
James Ballantyne Hannay, né en 1855 à Glasgow et mort à Cove en 1931, est un chimiste écossais. 
Il est connu pour avoir annoncé avoir synthétisé le diamant en 1880.

## Biographie
Il travaille sur les cristaux de carbone (1880) mais est aussi l'auteur d'ouvrages sur la sexualité. 

### Synthèse du diamant
C'est lorsqu'il travaille à Glasgow en 1880 qu'il annonce avoir synthétisé le diamant. Pour cela, il enferme dans un tube en fer un mélange de lithium métallique, une huile issue des os et de la paraffine qu'il soumet ensuite à la chaleur d'une flamme durant plusieurs heures. Il trouve au fond des tubes qui n'ont pas explosé des petits fragments de diamants d'un diamètre d'environ 0,25 millimètre.
Une expertise est par la suite menée en vue de reproduire son expérience, mais se révèle infructueuse. Les fragments trouvés à l'intérieur du tube ne seraient pas synthétiques, mais d'origine naturelle.

## Un prolongement littéraire
Une expérience similaire est décrite dans le roman de Jules Verne, L'Étoile du sud (1884). Dans cette fiction, l'ingénieur Cyprien Méré enferme de la terre issue d'une mine de diamants dans un canon tronçonné, hermétiquement clos aux deux bouts. Soumis au feu durant plusieurs semaines, l'épais tube d'acier finit par éclater, révélant un diamant noir de taille étonnante. Dans la suite du récit, la pierre s'avère être authentique, placée là par le très honnête (mais un peu maladroit) expérimentateur chargé de la surveillance du foyer... et qui voulait consoler son maître de l'échec de l'expérience ! La similitude entre les travaux (fictifs) de Méré et ceux (bien réels) d'Hannay est suggérée par l'auteur lui-même au chapitre 7.